# Les Rêves de la jeune fille mariée
Pour plus de détails, voir Fiche technique et Distribution.
Les Rêves de la jeune fille mariée ou La mariée parle dans son sommeil (花嫁の寝言, Hanayome no negoto) est un film japonais réalisé par Heinosuke Gosho et sorti en 1933.

## Synopsis
Une jeune mariée qui parle dans son sommeil est épiée par les amis de son mari.

## Fiche technique
- Titre : Les Rêves de la jeune fille mariée
- Titre français alternatif : La mariée parle dans son sommeil[1]
- Titre original : 花嫁の寝言 (Hanayome no negoto?)
- Réalisation : Heinosuke Gosho
- Scénario : Akira Fushimi, d'après un roman de Tosaku Yuyama[2]
- Photographie : Jōji Ohara
- Enregistrements sonores : Haruo Tsuchihashi et Motomu Hashimoto
- Société de production : Shōchiku
- Pays d'origine :  Empire du Japon
- Langue originale : japonais
- Format : noir et blanc - 1,37:1 - son mono
- Genre : comédie
- Durée : 55 minutes
- Date de sortie :
  - Empire du Japon : 14 janvier 1933[3]

## Distribution
- Kinuyo Tanaka : Haruko, la jeune mariée
- Tokuji Kobayashi : Komura
- Tatsuo Saitō : Saida
- Ureo Egawa : Enatsu
- Kenji Ōyama : Okubo
- Reikō Tani : Hiyama
- Yumeko Aizome : Natsuko, la danseuse
- Sumiko Mizukubo : une serveuse
- Chōko Iida : une voisine
- Takeshi Sakamoto : un voleur

## Autour du film
Selon Tadao Satō, ce film, à forte connotation érotique si l'on tient compte de l'époque, obtient un grand succès.